# 教宗斯德望一世
聖德範一世（拉丁語：Sanctus Stephanus PP. I；200年—257年8月2日），原名Stephanus，254年3月12日－257年8月2日在位為教宗。殉教者，死于斩首。

## 譯名列表
- 一世：思高本圣经宗6、宗7作斯德望。
- 一世：香港天主教教區檔案　歷任教宗作。
- 史蒂芬一世、司提反一世、史蒂溫一世、司提溫一世：智慧藏百科全書網 （页面存档备份，存于）的各種譯名。
- 伊什特万一世、伊斯特万一世、斯特凡一世、斯蒂芬一世、司提反一世：《世界人名翻譯大辭典》1993年版的各種譯名。

| 天主教會職銜          | 天主教會職銜                            | 天主教會職銜          |
| --------------------- | --------------------------------------- | --------------------- |
| 前任者： 教宗路爵一世 | 罗马主教 教宗 254年3月12日－257年8月2日 | 繼任者： 教宗思道二世 |